# Алатовичи
Алатовичи — деревня в Себежском районе Псковской области России. Входит в состав сельского поселения Себежское. Численность населения деревни по оценке на начало 2001 года составляла 38 жителей.

## География
Расположена на восточном березу озера Алатовичи, в 16 км к северо-востоку от города Себеж, в 12 км к западу от пгт Идрица и в 2 км к востоку от бывшего волостного центра д. Дубровка.

## История
С января 1995 до июля 2010 года деревня входила в состав ныне упразднённой Дубровской волости.
В 1995—2010 годах деревня Алатовичи входила в Дубровскую волость вплоть до её упразднения согласно Закону Псковской области от 03.06.2010 № 984-ОЗ.
В 2010 году произошло объединение пяти волостей (Глембочинской, Долосчанской, Дубровской, Лавровской и Томсинской) и деревня Алатовичи вошла в образованное муниципальное образование «Себежское сельское поселение».
С 1 января 2011 года официально входит в сельское поселение Себежское.

## Население
| 2001 | 2002 | 2010 |
| ---- | ---- | ---- |
| 38   | ↘33  | ↘24  |

### Национальный и гендерный состав
Согласно результатам переписи 2002 года, в национальной структуре населения русские составляли 100 % от общей численности в 33 чел., из них 16 мужчин, 17 женщин.

## Инфраструктура
Развито личное подсобное хозяйство, любительское рыболовство.

## Транспорт
Деревня доступна автотранспортом. Остановка общественного транспорта «Алатовичи».